# زندهوزن
زَنْدهَوزِن هي بلدية في مقاطعة رَيْن نِكَر في بادِن فُرتِمبُرغ ألمانيا. تقع على بعد 7 كم جنوب هَيدلبِرْغ.

## الموقع
تنتمي زندهوزن إلى منطقة رَيْن نِكَر وتشتهر بكثبانها الرملية.

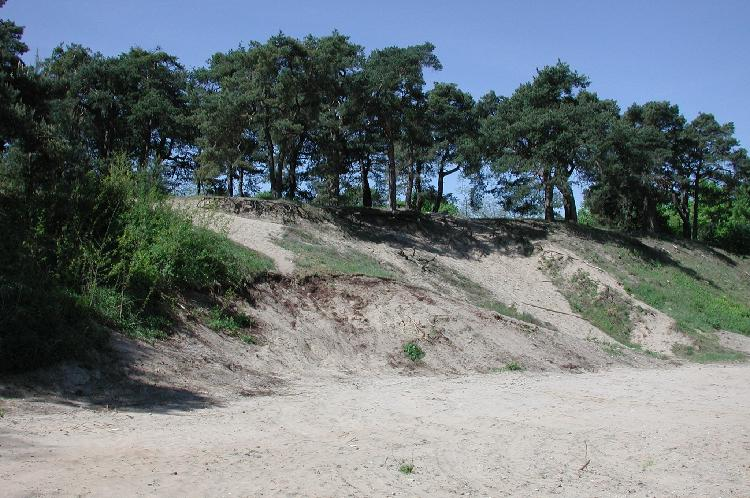
كثبان الرمال في زندهوزن

## الاقتصاد
نمت الجنجلة في الماضي في زندهوزن. أما صناعة التبغ التي ازدهرت في زندهوزن في الماضي أصحبت الآن مقتصرة على أبرشية بَرُخهَوزِن الريفية.

## الرياضة
يلعب نادي كرة القدم إس في زندهوزن في ملعب هرتفَلد في ضواحي المدينة. يعد النادي أصغر نادي كرة قدم محترف في ألمانيا يلعب في الدرجة الثانية من الدوري الألماني منذ موسم 2012-2013.